# Liste des seigneurs d'Ancenis
Un premier château fut construit à Ancenis en 981 par Guérech, comte de Nantes et duc de Bretagne et son épouse Aremberge pour défendre le comté nantais de celui d'Anjou. Une construction d'importance stratégique de par la situation frontalière d'Ancenis et sa position sur la Loire, axe commercial et de communication déterminant au cours du Moyen Âge. Ce château permettait aussi de défendre le port fluvial datant de l'Antiquité.
Vers l'an 1000, le comte Judicaël laissa à son plus valeureux soldat, Alfrid, le soin de défendre Ancenis : il en devint le premier seigneur. Judicaël de Nantes avait par la même occasion taillé une belle baronnie à son lieutenant.
La Baronnie comprenait alors les châtellenies d'Oudon, Châteaufromont, Montrelais et Vioreau.
Le sceau de la baronnie d'Ancenis en 1542 conservait l'écusson des premiers sires d'Ancenis : de gueules à trois quintefeuilles d'hermines.

## Seigneursd'Ancenis

### Famille d'Ancenis
| Chronologie              | Seigneur                                     | Notes |
| ------------------------ | -------------------------------------------- | --- |
| vers l'an 1000           | Alfred Ier d'Ancenis                         | inféodé par le comte de Nantes Judicaël |
| Attesté en 1050 et 1057  | Alfred II d'Ancenis                          | Le 15 mai 1057, aux Etats de Bretagne, à Nantes, il disputa au seigneur du Pont le titre de 9e baron de Bretagne. Le duc Yvon aurait tranché en faveur du sire du Pont. |
| avant 1100               | Guihénoc Ier d'Ancenis                       | Il fait remise aux moines de Marmoutier du droit d'octroi qu'il percevait sur les marchandises appartenant au monastère de Saint-Martin et transportées par bateau sur la Loire. En 1087, Alain IV de Bretagne (dit « Alain Fergent ») attribue aux sires d'Ancenis et de Pontchâteau, qui se disputaient le titre de 9e baron de Bretagne, la jouissance simultanée de ce titre avec alternation à la préséance, lorsque l'occasion se présentait.                            |
| vers 1100                | Maurice Ier d'Ancenis                        | Il confirmera les donations de son père à l'abbaye de Marmoutiers vers 1100. Il sera convoqué en 1105 à la cour du duc, à Nantes, comme témoin de donations faites à l'église. |
| Attesté en 1127 - 1132   | Guihénoc II d'Ancenis                        | Confirme, avec son épouse Mabille, à des donations en 1132 et 1133. Il assiste avec le duc Conan à la réouverture d'une église de Redon en 1127. |
| Attesté en 1132 – 1140   | Geoffroy Ier d'Ancenis dit Chotard d'Ancenis | Fait ou confirme différentes donations à Melleray et à Marmoutier entre 1133 et 1163. |
| Attesté en 1177          | Guihénoc III d'Ancenis                       | Fait des donations et confirme des donations aux abbayes de Melleray, Marmoutier et Fontevraud avant son départ (vers 1177 ou 1178) et après son retour de croisade. Croisé, il partit en 1177 à Jérusalem. |
| Attesté en 1202 – 1227   | Geoffroy II d'Ancenis                        | Actes, donations ou confirmations de 1209 à 1220. Présent aux délibérations de Vannes à la suite de l'assassinat du duc Arthur Ier de Bretagne, il fait partie de l'ost de Philippe Auguste contre Jean sans Terre et participe à la prise du Mont-Saint-Michel sur les Anglais le 29 avril 1204. Il sera ensuite nommé parmi les grands du royaume de France en 1205 et présent à la confirmation des privilèges par Pierre Ier de Bretagne à Saint-Aubin-du-Cormier en 1225. |
| Attesté en 1238 – 1248   | Geoffroy III d'Ancenis                       | Présent à Bouvines, il se croisa de 1238 à 1240. |
| 1275 – 1285              | Geoffroy IV d'Ancenis                        | |
| 1285 – vers 1315         | Geoffroy V d'Ancenis                         | |
| vers 1315 – 1351 ou 1352 | Geoffroy VI d'Ancenis                        | |
|                          | Jeanne d'Ancenis (ou Marie)                  | En 1340 elle épouse Thibault III de Rochefort qui devient ainsi baron d'Ancenis mettant fin à la lignée des « d'Ancenis » |

### Famille deRochefort

Armes de la Famille de Rochefort : vairé d'or et d'azur.

- vers 1347 - 1364 Thibault III de Rochefort (1313 - 29 septembre 1364 à la Bataille d'Auray), seigneur de Rochefort et d'Assérac, vicomte de Donges, et baron d'Ancenis,
marié en 1340 à Jeanne ou Marie (après 1316 - 1376), baronne d'Ancenis, fille de Geoffroy VI, (veuve, elle se remaria avec Charles de Dinan (mort en 1418), seigneur de Châteaubriant, et de Montafilan) dont :
Jeanne de Rochefort, dame de Rochefort et d'Assérac,
Thibault IV de Rochefort, seigneur de Rochefort et d'Assérac,
Béatrice de Rochefort (morte le 28 juin 1421),
mariée le 26 juillet 1385 à Jean de Craon (mort en 1432), seigneur de la Suze,
Marie de Rochefort (1365 - après 1418),
mariée à Bertrand III Goyon, seigneur de Matignon (1364-1407),
Blanche de Rochefort,
mariée à Jean du Chastelier,
- 1371 - 1423 Jeanne de Rochefort (1341 - 3 mai 1423), baronne d'Ancenis, vicomtesse de Donges, dame de Châteauneuf, dame de Rochefort, d'Assérac, et de Ranrouët, sœur du précédent,
mariée en 1362 à Eon, fils de Raoul VII de Monfort et d'Aliénor d'Ancenis et frère de Raoul VIII de Montfort, sans postérité, puis,
remariée le 16 février 1374 à Jean II (vers 1342 - 1417 à Rochefort), sire de Rieux,

### Maison de Rieux

Armes de la Maison de Rieux : D'azur à dix besants d'or posés 4, 3, 2, 1.

- 1374 - 1417 Jean II (vers 1342 - 7 septembre 1417 - Rochefort), 15e seigneur de Rieux, maréchal de France, baron d'Ancenis
marié le 16 février 1374 à Jeanne de Rochefort (1341 - 3 mai 1423), vicomtesse de Donges, baronne d'Ancenis, dame de Rochefort, d'Assérac, de Châteauneuf-en-Saint-Malo et de Ranrouët, dont :
Jean III de Rieux, 16e seigneur de Rieux,
Isabeau (14 juillet 1378 - 1452), dame de Nozay,
mariée à Maurice de Volvire,
Jeanne,
Béatrix, (morte après 1446),
mariée à Jean IV de Rougé (mort le 8 février 1415, inhumé à l'église de Derval), 12e seigneur de Rougé, seigneur de Derval, de Cinq-Mars-la-Pile, de La Roche d'Iré, de Neuville, de La Cornouaille-en-Anjou, vicomte de La Guerche,
Guillaume,
Marie (vers 1387 - 1435),
mariée à Jean de La Porte, seigneur de Vézins,
Pierre de Rieux (3 septembre 1389 à Ancenis - 1439 à Nesles-en-Tardenois), seigneur de Rochefort, d'Assérac, et de Derval, maréchal de France, compagnon de Jeanne d'Arc à Orléans, Jargeau, Meung, Beaugency, Patay, Reims.
marié à une dame de Molac, puis,
remarié à Jeanne de Châteaugiron,
Michel (28 septembre 1394 - 12 janvier 1473), seigneur de Châteauneuf,
marié à Anne de La Cholettière, puis,
remarié à Jeanne de Châteaugiron dite de Malestroit, dont :
Guillaume (mort le 14 février 1489), seigneur de Châteauneuf,
marié à Jeanne de Ferrières (sans postérité)
Jean, écuyer du roi, sans alliance,
Pierre,
marié à Louise de Bouillé, dame de Fontaine,
Gilles,
marié à Anne du Chastellier, fille de Vincent du Châtelier, vicomte de Pommerith, dont :
Jeanne (morte en 1512), dame de Châteauneuf,
Marguerite, religieuse,
- 1417 - 1431 Jean III de Rieux (16 juin 1377 - 8 janvier 1431), 16e seigneur de Rieux, fils des précédents, seigneur de Rochefort, baron d'Ancenis, vicomte de Donges, seigneur d'Assérac, seigneur puis (1451) baron de Malestroit,
marié à Béatrice de Rohan-Montauban (vers 1385 - avant 1414), dame de La Gacilly, fille de Guillaume de Montauban, seigneur de Montauban et de Landal, dont :
Marie (vers 1405 - 24 janvier 1465), dame de Fougeray,
mariée à Louis d'Amboise (1392 - 28 février 1469), vicomte de Thouars,
Marguerite (vers 1400 - 1445), dame de Saint-Nazaire,
mariée le 20 mai 1423 à Charles de Coësmes (vers 1392 - 1466), baron de Lucé,
marié en 1414 à Jeanne d'Harcourt (11 septembre 1399 - 3 mars 1456), fille de Jean VII, comte d'Harcourt, dont :
Jean, mort jeune,
François, 17e seigneur de Rieux,

En mai 1451, Ancenis fut consacrée comme une des « neuf anciennes baronnies de Bretagne » créées par le duc Pierre II.

## Baronsd'Ancenis(ancienne baronnie de Bretagne)

### Maison de Rieux
- 1431 - 1458 François Ier (11 août 1418 - 20 novembre 1458), 17e seigneur de Rieux, fils des précédents, seigneur de Rochefort, baron de Malestroit, comte d'Harcourt, seigneur d'Assérac, vicomte de Donges, baron d'Ancenis, conseiller et chambellan de François Ier, chevalier de l'Ordre de l'Hermine, chambellan[1] du dauphin, futur Louis XI,
marié le 11 février 1442 à Jeanne (morte le 29 juin 1459), fille de Alain IX, vicomte de Rohan, dont :
Louise (née le 1er mars 1446 - Ancenis),
mariée le 12 juin 1463 à Louis II (vers 1444 - 25 mai 1508), seigneur de Guémené,
Jean IV, 18e seigneur de Rieux,
Marie,
François II (né le 6 octobre 1448, mort jeune), seigneur d'Assérac,
- 1458 - 1518 Jean IV (27 juin 1447 - 9 février 1518), 18e seigneur de Rieux, fils des précédents, baron de Malestroit et d'Ancenis, seigneur de Cranhac, de Rochefort, comte d'Aumale, comte d'Harcourt (en Normandie), vicomte de Donges, seigneur de Couëron, de Largouët, de Châteaugiron, de Derval, de La Bellière et 13e seigneur de Rougé, régent[2] et  Maréchal de Bretagne, Lieutenant-général du roi en Bretagne,
- 1518 - 1532 Claude Ier (15 février 1497 - 19 mai 1532), 19e seigneur de Rieux, fils du précédent, seigneur de Rochefort, comte d'Harcourt, et comte d'Aumale, seigneur d'Assérac, vicomte de Donges, et baron d'Ancenis,

marié à Catherine de Laval (1504-1526), dame de la Roche-Bernard, dont :
- Guyonne de Rieux, née Renée de Rieux (1524-1567), comtesse de Laval, de Montfort, baronne de Quintin, vicomtesse de Donges,

mariée le 5 janvier 1545 à Louis de Sainte-Maure, marquis de Nesle et comte de Joigny,
- Claudine de Rieux, dame de la Roche-Bernard, de Rieux, et de Rochefort,

mariée le 9 décembre 1548 (Saint-Germain-en-Laye) à François d'Andelot (1521-1569), seigneur d'Andelot,
marié le 20 novembre 1529 à Suzanne de Bourbon-Montpensier (morte en 1570), fille de Louis de Bourbon (1473-1520), prince de La Roche-sur-Yon et Louise de Montpensier dont :
- Claude II, qui suit
- Louise de Rieux, qui suit

- 1532 - 1548 Claude II[4] (1530 - 26 avril 1548), 20e seigneur de Rieux, fils du précédent, seigneur de Rochefort, comte d'Harcourt, et comte d'Aumale, vicomte de Donges, et baron d'Ancenis, sans alliance ni postérité[5],
- 1548 - vers 1570 Louise de Rieux (vers 1531 - vers 1570), dame de Rieux, comtesse d'Harcourt, et baronne d'Ancenis,

mariée le 3 février 1554 à René II d'Elbeuf, dont :
- Marie de Lorraine (1555-1603) (21 août 1555 - vers 1603),

mariée le 10 novembre 1576 (château de Joinville) à Charles Ier (1555-1631), duc d'Aumale,
- Charles Ier d'Elbeuf, qui suit

À la mort de Louise, la baronnie passe à son fils et donc dans la Maison d'Elbeuf.

### Maison d'Elbeuf

Armes des ducs d'Elbeuf.

- vers 1570 - ???? Charles Ier, (18 octobre 1556 - 4 août 1605), marquis puis duc d'Elbeuf et comte d'Harcourt, seigneur puis comte de Lillebonne, seigneur puis 1er comte de Rieux, et baron d'Ancenis, pair de France, fils des précédents,

Charles vendit sa baronnie d'Ancenis à son cousin Philippe de Lorraine, duc de Mercœur, qui se servit du château d'Ancenis contre les protestants en tant que chef de la Ligue catholique

### Maison de Mercœur

Armes des ducs de Mercœur : de Lorraine au lambel d'azur

- ???? - 1602 Philippe-Emmanuel de Lorraine (9 septembre 1558 à Nomeny (Lorraine) - 19 février 1602 à Nuremberg), duc de Mercœur et de Penthièvre, baron d'Ancenis, gouverneur de Bretagne,
marié en 1576 à Paris à Marie de Luxembourg (1562-1623), duchesse de Penthièvre, fille de Sébastien de Luxembourg, duc de Penthièvre, et de Marie de Beaucaire, et eut :
Philippe Louis (1589-1590),
Françoise,
- 1602 - 1657 Françoise de Mercœur (1592-1669), duchesse de Mercœur, duchesse de Penthièvre et baronne d'Ancenis,
mariée en 1609 à César de Bourbon,

### Maison de Vendôme

Armes des ducs de Vendôme issus de César : d'azur aux trois fleurs de lys d'or et au baton péri de gueules chargé de trois lions d'agent.

- 1609 - 1657 César de Vendôme (1594-1665), duc de Vendôme, époux de la précédente,

Criblé de dettes César échange sa baronnie d'Ancenis avec Mgr Gabriel de Boislève, évêque d'Avranches le 18 mai 1657.
Ledit évêque l'échangea à son tour avec Arnaud de Béthune, marquis de Charost, en 1660.

### Maison de Béthune, Branche deChârost
- ???? - 1717 Louis Armand de Béthune-Chârost (1640 - 1er avril 1717), 2e duc de Chârost, pair de France, fils de Louis de Béthune (5 février 1605 - 20 mars 1681), 1er duc de Chârost (1672), Capitaine des gardes du corps, et de Marie L'Escalopier (morte en 1687),
marié le 22 février 1657 à Marie Fouquet (morte en 1716), fille du fameux surintendant des finances,
Nicolas (22 août 1660 - 12 septembre 1699), Abbé de Saint-Michel du Tréport,
Armand Ier,
Marie-Hippolyte (née en 1664), religieuse,
Marie-Armande (née en 1668), religieuse,
Marie-Anne (1670-1680),
Louis-Basile (1674 - 31 mars 1742),
- 1717 - 1747 Armand Ier de Béthune (25 mars 1663 - 23 octobre 1747), 3e duc de Chârost et pair de France, baron d'Ancenis (ancienne baronnie de Bretagne), Lieutenant général de Picardie, pair et président de la noblesse aux Etats de Bretagne, gouverneur de la personne du roi, lieutenant général des armées de Sa Majesté,
marié le 2 novembre 1680 à Louise Marie Thérèse de Melun (1666-1683), dont :
Louis Joseph de Béthune-Chârost (15 juillet 1681 - 11 septembre 1709 à la bataille de Malplaquet), marquis de Chârost, Colonel du régiment de Chârost,
marié le 17 décembre 1704 à Marie Brûlart la Duchesse de Luynes (vers 1684 - 11 septembre 1763 à Versailles), dont :
Marie-Thérèse de Béthune-Chârost (7 septembre 1709 - vers 1716),
Paul François de Béthune-Chârost, 4e duc de Chârost, baron puis duc d'Ancenis,
marié le 27 mars 1692 à Catherine Élisabeth de Lamet (1662-1712), dont
Michel François de Béthune-Chârost (29 octobre 1695 - 27 juillet 1711 à Paris de la petite vérole), comte de Chârost, Colonel du régiment de Chârost,
- 1747 - 1747 Paul François de Béthune, 4e duc de Chârost, baron d'Ancenis,

## Ducs d'Ancenis

Blason de la branche de Chârost issu de la Maison de Béthune

### Maison de Béthune, Branche deChârost
- 1747 - 1759 Paul François de Béthune-Chârost[6] (7 août 1682 - 14 février 1759), 4e duc de Chârost, 1er Duc d'Ancenis, pair de France, chevalier du Saint-Esprit
marié le 3 avril 1709 à Julie Gorge d'Entraigues (morte le 24 août 1737), dont :
Christine-Marie de Béthune-Chârost (née le 18 août 1710), religieuse,
Armand-Louis de Béthune-Chârost (15 août 1711 - 23 octobre 1735), marquis de Chârost,
marié le 28 mars 1733 à Anne-Françoise (née le 14 juin 1726), fille de Charles-Timoléon, duc de Brissac,
Marie Françoise de Béthune-Chârost (27 avril 1712 à Paris - 15 décembre 1799 à Saint-Denis),
mariée le 23 mars 1734 (Paris) à Antoine de Quélen de Stuer de Caussade (17 janvier 1706 au château de Tonneins - 4 février 1772 à Versailles), duc de la Vauguyon, Prince de Carency, Pair de France, lieutenant général des armées du roi, gouverneur, premier gentilhomme de la chambre et grand maître de la garde-robe du duc de Bourgogne, du Dauphin et des comtes de Provence, et d'Artois, Chevalier des Ordres du Saint-Esprit et de Saint-Louis,
Marie Charlotte de Béthune-Chârost (août 1713 - 7 août 1783),
mariée le 26 octobre 1735 à Élisabeth René Mans de Froulay (1707-1742), comte de Tessé,
Basile de Béthune-Chârost (2 décembre 1714 - 7 avril 1736), abbesse de Notre-Dame de Jouy,
François Joseph
- François Joseph de Béthune-Chârost (7 janvier 1719 - 26 octobre 1739 - Fontainebleau), 5e duc de Chârost, 2e duc d'Ancenis, pair de France,
marié le 14 mars 1737 à Marthe Elisabeth de la Rochefoucauld (13 décembre 1720 - 2 juillet 1784), comtesse de Roucy, fille de François VI de la Rochefoucauld et Marguerite Elisabeth Huguet, dont :
Armand II-Joseph de Béthune-Chârost, 6e duc de Chârost (1er juillet 1738 à Versailles - 27 octobre 1800),
marié le 19 février 1760 à Louise Martel (morte en juillet 1780), dont :
Armand Louis François de Béthune-Chârost (5 août 1770 - 28 avril 1794 à Paris (guillotiné)),
marié le 15 juin 1790 à Maximilienne (née le 27 septembre 1772), fille de Maximilien Alexis de Béthune-Sully
marié le 17 février 1783 à Henriette Adélaïde du Bouchet (morte en 1837), fille aînée de la Duchesse de Tourzel, dernière gouvernante des enfants du roi Louis XVI,

Au lendemain de la Révolution française, Henriette Adélaïde du Bouchet hérita des biens de son mari. Elle décédera 24 ans plus tard laissant comme héritier son neveu Olivier duc de Tourzel. Lui aussi sans descendance, ses biens seront acquis par ses neveux.
La famille Durfort-Civrac vendit le château d'Ancenis aux religieuses de Chavagnes pour en faire un pensionnat de jeunes filles qui hébergera en 1914 des réfugiés, puis le régiment de Péronne qui y restera jusqu'en 1919.
Le château et la ville d'Ancenis seront endommagés par les bombardements de 1943-1944.